# Intercambio Internacional de Pimienta
El Intercambio Internacional de Pimienta es una organización con sede en Kochi, India, que se ocupa del comercio mundial de pimienta negra. El intercambio, establecido en 1997, ha sido descrito como la única organización internacional de intercambio mundial de pimienta.